# روبرت غال
روبرت غال (بالفرنسية: Robert Gall)‏ هو مغني وكاتب أغاني وشاعر فرنسي، ولد في 27 مايو 1918 في Saint-Fargeau ‏ في فرنسا، وتوفي في 16 مايو 1990 في باريس في فرنسا.

## وصلات خارجية
- روبرت غال على موقع IMDb (الإنجليزية)
- روبرت غال على موقع ميوزك برينز (الإنجليزية)
- روبرت غال على موقع ديسكوغز (الإنجليزية)